# Variantes régionales du bengali
Cette page contient des caractères spéciaux ou non latins. S’ils s’affichent mal (▯, ?, etc.), consultez la page d’aide Unicode.
Le bengali parlé présente une grande variété de variantes régionales, constituant un continuum linguistique, à l’origine d’une diglossie entre la langue écrite et la langue parlée.
 Le linguiste Suniti Kumar Chatterjee (en) classait ces variantes en quatre grands groupes :
1. Rarh
2. Banga
3. Kamarupa
4. Varendra[2]

Mais de nombreuses alternatives à ce schéma de regroupement ont été proposées.
 La majorité des Bengalis est capable de communiquer dans plus d’une variété—bien souvent, les locuteurs parlent couramment le cholitobhasha (bengali parlé standard) et une ou plusieurs autres variantes régionales.
Ainsi l’assamais standard, l’oriya et le bengali, qui sont considérés comme quasi mutuellement intelligibles, possèdent chacun des variantes régionales qui conservent une ressemblance impressionnante avec une ou plusieurs variantes régionales de l’une des 2 autres langues.
Les principales différences du bengali proviennent des causes suivantes :

## continuum linguistique,diglossie, variantes régionales du sud-ouest (Rarh)
Du continuum linguistique ont émergé deux types de langues écrites, impliquant des syntaxes et des vocabulaires différents et formant une diglossie,.

### Shadhubhasha
(সাধু shadhu = 'chaste' ou 'sage'; ভাষা bhasha = 'langue')
C'était la langue écrite avec des flexions verbales longues et un vocabulaire (তৎসম tôtshôm) plus proche du sanskrit. Des chants tels que l’hymne national indien Jana Gana Mana (de Rabindranath Tagore) ou le chant national Vande Mātaram (de Bankim Chandra Chattopadhyay) ont été composés en Shadhubhasha.Cependant, l’utilisation du Shadhubhasha dans la langue écrite moderne est négligeable, sauf intention délibérée d’obtenir certains effets.

### Choltibhasha(চলতিভাষা ) ouCholitobhasha
(চলিত cholito = courant)
Elle est connue par les linguistes comme Manno Cholit Bangla (bengali parlé standard). C'est un bengali écrit présentant une prépondérance d’idiomes familiers et de formes verbales courtes. Standard pour le bengali écrit, il sert maintenant à la plupart des écrits. Il est devenu à la mode au tournant du XIXe siècle, lancé par les écrits Peary Chand Mitra (en) (Alaler Gharer Dulal, 1857), Pramatha Chowdhury (en) (Sabujpatra, 1914) et par les derniers écrits de Rabindranath Tagore.
Il est formé par une base de variantes régionales du sud ouest (Rarh) , notamment par la variante régionale parlée de la région de Shantipur. Elle se situe dans le district Indien, de Nadia, Bengale-Occidental à la frontière du Bangladesh et non loin de la ville de Kolkata (ensuite nommée Calcutta par les Britanniques), centre culturel du Bengale durant la standardisation du bengali à la fin du XIXe et au début du XXe siècle.
Il est souvent fait référence à cette forme de bengali sous les appellations "standard de Nadia" ou "Shantipuri bangla".
C’est ce bengali parlé standard : choltibhasha (চলতিভাষা) ou cholitobhasha, qui est aujourd’hui accepté comme une forme standard aussi bien au Bengale-Occidental qu’au Bangladesh.
Le sud-est du Bengale-Occidental, Kolkata inclus, parle le bengali parlé standard, au contraire des autres zones, où est parlé le « bengali » . Dans d’autres parties du Bengale-Occidental et de l’ouest du Bangladesh, sont parlées des variantes régionales avec des variations mineures, tel que la variante Medinipur caractérisée par seuls quelques mots et constructions.
Cependant une majorité au Bangladesh parle des variantes notablement différentes du bengali parlé standard.

## Différences est-ouest
Dans la plupart des variantes à l’Est et au Sud-Est du Bengale (Barisal, Chittagong, Dhaka et Sylhet divisions administratives du Bangladesh), la ressemblance avec le bengali parlé standard est superficielle. Par exemple Sylheti, chittagonien et chakma sont considérés comme des variantes régionales du bengali. Elles ne seront cependant pas ou prou comprises par un locuteur du bengali standard. De nombreuses consonnes sont prononcés comme des fricatives, qui au Bengale-Occidental sont entendues comme des consonnes  occlusives et affriquées. Les affriquées alvéolo-palatales  de l’ouest চ [tʃ], ছ [tʃʰ], জ [dʒ] correspondent aux suivantes à l’est চʻ [ts], ছ় [s], জʻ [dz]~[z].
L’influence des langues tibéto-birmanes sur la phonologie des bengalis de l’est s’entend à travers le manque de voyelles nasalisées. 
 Quelques variantes du bengali, en particulier le Chittagonien et le bengali Chakma ou Changma kodha, ont des tons contrastés ; des différences dans la hauteur de voix des locuteurs peut distinguer les mots. Ainsi les variantes de cette région : Chattagram sont les moins largement comprises par le commun des Bengalis.
Les langues rajbangsi, kharia Thar et mal paharia sont très proches des variantes occidentales du bengali, mais sont typiquement classifiées comme des langues séparées.

## Et au nord
Similairement, le hajong (en) est lui aussi considérée comme une langue séparée, bien qu’elle partage des similarités avec les variantes nordiques du bengali.

## Différence d’usage
Dans certains cas, des locuteurs du bengali standard au Bengale-Occidental utiliseront un mot différent que ceux parlant le bengali standard au Bangladesh, même si chacun de ces mots est natif du bengali. Par exemple, nun (salt) à l’ouest correspond à lôbon à l’est.

### Différence de tradition culturelles et religieuses
Même dans le bengali parlé standard, les Musulmans et les Hindous utilisent des mots différents. Du fait de traditions culturelles et religieuses, les Hindous et les Musulmans utilisent respectivement, des mots dérivés du  sanskrit et du lexique arabo-persan. Quelques exemples sont :
- bonjour: nômoshkar (S) correspond à assalamualaikum/slamalikum (A)
- invitation: nimontron/nimontonno (S) correspond à daoat (A)
- eau : jol (S) correspond à pani (S)
- père : baba (P) correspond à abbu/abba (A)

(S = dérivé du sanskrit, P = dérivé du persan, A = dérivé de l’arabe)

### Littérature
- (it) Bonazzi, Eros, Grammatica Bengali, Libreria Bonomo Editrice, 2008, 382 p. (ISBN 978-88-6071-017-8).
- (en) Asiatic Society of Bangladesh, Banglapedia, the national encyclopedia of Bangladesh, Asiatic Society of Bangladesh, Dhaka, 2003.
- (en) Cardona, G et Jain, D, The Indo-Aryan languages, RoutledgeCurzon, Londres, 2003.
- (de) Friedrich, Elvira, Einführung in die indischen Schriften, 2e partie Gujarati, Gurmukhi, Bengali, Oriya, Hambourg, H. Buske, 2002, 206 p. (ISBN 3-87548-219-0).
- (en) Gary, Jane et Rubino, Carl et Bhattacharya, Tanmoy, Encyclopedia of World's Languages: Past and Present (Facts About the World's Languages), WW Wilson, New York, 2000 (ISBN 0-8242-0970-2, lire en ligne).
- Alam, M, Bhasha Shourôbh: Bêkorôn O Rôchona (The Fragrance of Language: Grammar and Rhetoric), S. N. Printers, Dhaka, 2000.
- (de) Krack, Rainer, Kauderwelsch, Bengali Wort für Wort., Reise Know-How, 2000 (ISBN 3-89416-513-8).
- (en) Haldar, Gopal (trad. Tista Bagchi), Languages of India, National Book Trust, India, 2000 (ISBN 81-237-2936-7).
- (en) Baxter, C, Bangladesh, From a Nation to a State, Westview Press, 1997 (ISBN 0-8133-3632-5).
- (en) Sen, D, Bengali Language and Literature, International Centre for Bengal Studies, Calcutta, 1996.
- (de) Zbavitel, Dusan, Lehrbuch des Bengalischen, Heidelberg (réimpr. 2e, 1996) (ISBN 978-3-87276-142-2 et 3-87276-142-0).
- (en) Radice, W, Teach Yourself Bengali : A Complete Course for Beginners, NTC/Contemporary Publishing Company, 1994 (ISBN 0-8442-3752-3).
- (en) Hayes B et Lahiri A, « Bengali intonational phonology », Natural Language & Linguistic Theory, Springer Science,‎ 1991.
- (en) Masica, C, The Indo-Aryan Languages, Cambridge Univ. Press, 1991.
- (en) Bernard Comrie et Klaiman, MH, The World's Major Languages, Croon Helm, Londres et Sydney, 1987 (ISBN 0-19-506511-5).
- (en) P. Ray, M. A. Hai et L. Ray, « Bengali language handbook », Center for Applied Linguistics, Washington,‎ 1966 (ASIN B000B9G89C).
- (en) Ferguson CA et Chowdhury M, « The Phonemes of Bengali », Language, 36(1), Part 1,‎ 1960.
- (en) Chatterji et SK, The Origin and Development of the Bengali Language, Calcutta Univ. Press, 1926.
- (en) Chatterji et SK, « Bengali Phonetics », Bulletin of the School of Oriental and African Studies,‎ 1921.